# Stasiti kamenjak
Stasiti kamenjak (znanstveno ime Sympetrum depressiusculum) je vrsta raznokrilih kačjih pastirjev iz družine ploščcev, razširjena po predelih Evrazije z zmernim podnebjem.

## Opis
Odrasli dosežejo 29 do 34 mm v dolžino, od tega zadek 20–24 mm. Za samce je značilen sploščen zadek oranžne barve z nizom črnih lis kapljičaste oblike ob vsaki strani. Zelo podoben je krvavordečemu kamenjaku, od katerega ga najzanesljiveje ločimo po bolj enakomerno sploščenem zadku, ki je pri krvavordečem kamenjaku bolj kijaste oblike (torej najbolj razširjen pri konici). Stasiti kamenjak ima tudi občutno svetlejše pterostigme.
Odrasli letajo pozno poleti. So šibki letalci.

## Habitat in razširjenost
Razmnožuje se v nestalnih vodnih telesih, ki se jeseni izsušijo in jih znova napolni voda ob taljenju snega pozno spomladi, s pridom pa izkoristi tudi umetna zajezitvena jezera in riževa polja, v katerih podobno dinamiko vzdržuje človek. V nekaterih delih Evrope naj bi se razširil tudi na račun gojenja krapov, ki potrebujejo podobne pogoje.
Vrsta je razširjena po predelih Evrazije z zmernim podnebjem od Zahodne Evrope do Japonske, z izjemo srednjeazijskih step in puščav. Glavnina evropske populacije živi ob obronkih Alp in nižavjih vzhodne Nemčije ter Poljske. Po večjem delu območja razširjenosti je prisotna le lokalno. Zaradi intenzifikacije rabe zemljišč in opuščanju tradicionalnih praks populacija upada po vsej Evropi, za razliko od številnih drugih vrst kačjih pastirjev, ki so si v zadnjih nekaj desetletjih opomogle na račun izboljšanja stanja vodotokov. Zato je na evropski ravni opredeljena kot ranljiva vrsta.
V Sloveniji stasiti kamenjak praktično nima primernih habitatov. Edino znano najdišče so akumulacijska jezera in mokrišča na Dravskem polju, območje s premerom manj kot 8 km, ki je zaščiteno v sklopu Krajinskega parka Rački ribniki - Požeg. Na Rdeči seznam kačjih pastirjev iz Pravilnika o uvrstitvi ogroženih rastlinskih in živalskih vrst v rdeči seznam je stasiti kamenjak uvrščen kot prizadeta vrsta.